# Onthophagus concolor
Onthophagus concolor är en skalbaggsart som beskrevs av Sharp 1878. Onthophagus concolor ingår i släktet Onthophagus och familjen bladhorningar. Inga underarter finns listade i Catalogue of Life.